# Hohenfelder Brücke
Die Hohenfelder Brücke ist eine Straßenbrücke im Hamburger Stadtteil Hohenfelde. Mit dieser Brücke quert die Straße Schwanenwik den Zufluss zur sogenannten Hohenfelder Bucht an der Ostseite der Alster.

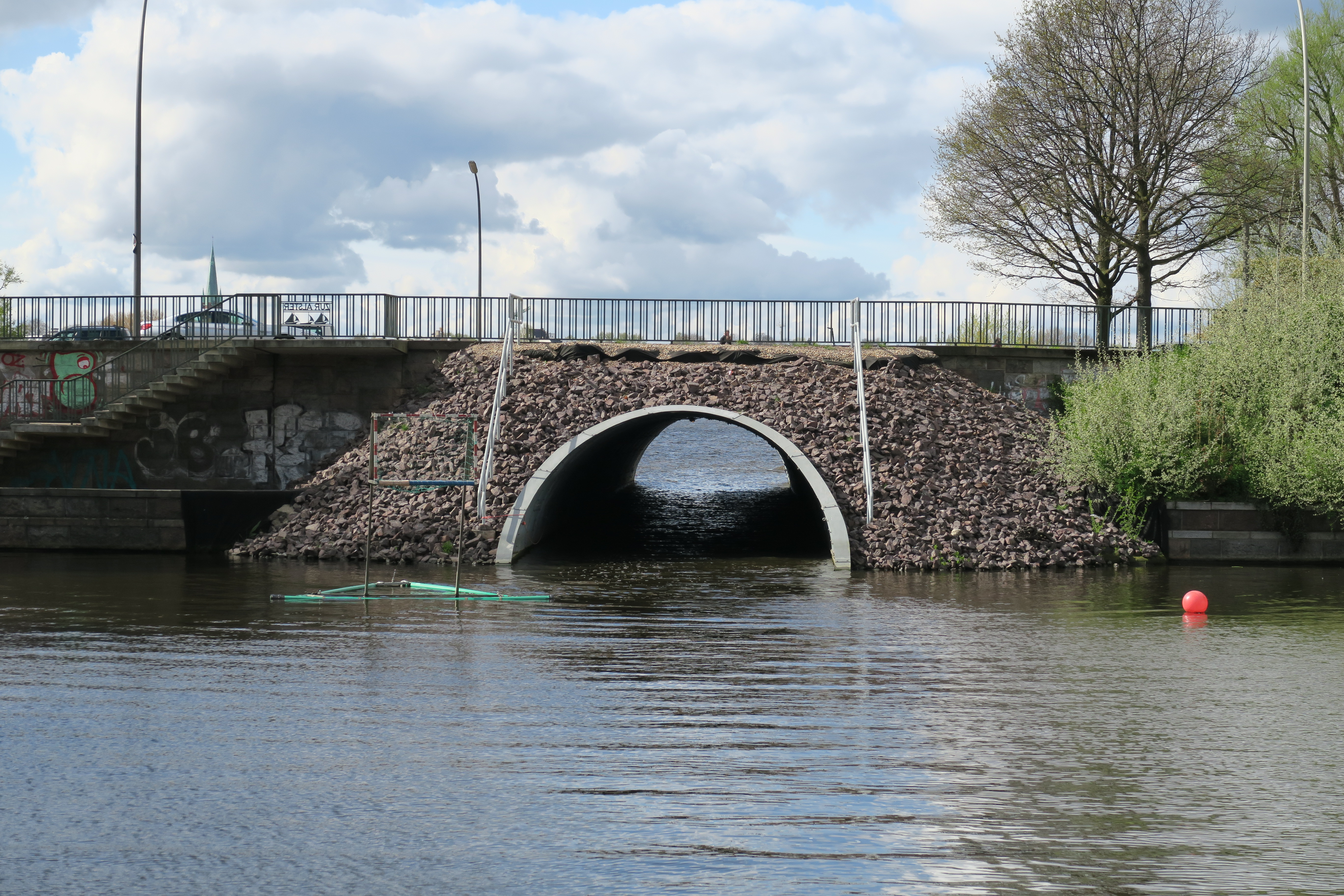
Hohenfelder Brücke

Die Brücke wurde im Jahr 1876 errichtet und nach dem Stadtteilnamen Hohenfelde benannt. Das „Hohe Feld“ vor dem Neuen Werk der Stadtbefestigung in dieser Gegend wurde bis 1679 als Schussfeld genutzt. Bei diesem sogenannten Glacis wurde hierfür ein vorgegebenes Areal vor dem Stadtwall freigeräumt, um Angreifern keine Deckung zu bieten.
Im Jahr 2019 wurde die Brücke mit einer Unterfütterung stabilisiert, seitdem ist die Hohenfelder Bucht durch eine Röhre zu erreichen. Die Hohenfelder Brücke ist von der Hamburger Behörde für Kultur und Medien mit der Nummer 21046 als Kulturdenkmal erfasst.